# Гамарра, Пьер
Пьер Гамарра́ (фр. Pierre Gamarra; 10 июля 1919, Тулуза — 20 мая 2009, Аржантей) — французский писатель, поэт, литературовед и литературный критик.

## Биография
Пьер Гамарра родился в 1919 году в Тулузе; имел баскские и лангедокские корни. Окончив педагогическую Нормальную школу в Тулузе, начал преподавать, однако его карьера была прервана войной и участием в движении Сопротивления.
Во время освобождения Тулузы, в августе 1944 года издает газету «Побеждать» французского движения Сопротивления. На следующий день после освобождения, в том же городе, вместе с группой бывших участников Сопротивления создает издательство «Возрождение». Член Коммунистической партии Франции с 1944 года. С 1945 по 1949 — журналист в ежедневной газете «Патриот Юго-Запада».
В 1948 году в Лозанне (Швейцария) получил международную Премию Шарля Вейона за роман «Огненный дом» (La Maison de feu). В конкурсной комиссии были писатели Веркор, Луи Гийу и Андре Шамсон.
В 1951 году Жан Кассу, Андре Шамсон и Луи Арагон обратились к Пьеру Гамарра с предложением стать ответственным редактором литературного журнала «Европа» под руководством Пьера Авраама, которого он сменил на посту главного редактора в 1974 году и находился в этой должности вплоть до смерти в 2009 году. В журнале он основал и более пятидесяти лет вёл литературное обозрение «Печатная машинка». Там были представлены французские и иностранные публикации, причём Гамарра оставался верным неизменной цели журнала — открытия и распространения литературы «небольших стран». В качестве литературного критика регулярно сотрудничает с еженедельником «Рабочая жизнь» Всеобщей конфедерации труда.
Кроме того, Гамарра был вице-президентом французского Пен-клуба под председательством Жана Бло и почётным членом Академии наук, художественной литературы и искусства отдела департамента Тарн и Гаронна.
Пьер Гамарра считается одним из наиболее интересных французских авторов для детей и юношества, идёт ли речь о прозе или поэзии. Его рассказы и стихотворения, в том числе знаменитое стихотворение «Мой портфель» (Mon Cartable) изучаются во французских школах. Преподаватели и авторы учебников литературы и французского языка часто черпают в его поэтических произведениях мнемонические созвучия в виде считалок: фр. «Quoi, quoi, quoi? c’est moi l’oie / Et je voudrais que l’on me croie» (из поэмы Chansons de ma façon). Эта часть его работы соответствовала постоянной цели его педагогической деятельности: доставлять удовольствие детской публике от текста и самих слов.
Его деятельность для детей и юношества имеет также романтическую грань. Так, с момента создания в 1955, он был одним из «культовых» авторов издательства «Фарандоль», каталог которого практически открывается публикацией его рассказа «Карпатская роза» (1966). У его романов для юношества, появившихся в коллекции «Тысяча эпизодов», членов «команды Берлюретты» (цикл «Les Équipiers de la Berlurette») в Капитане Весна (Capitaine Printemps), быстро появилась верная публика, ценившая эти истории, в которых всегда была реальность, смешанная с приключениями.
В 1955 году выходит в свет один из его самых известных романов «Школьный учитель» (Le Maître d’école), в котором он описывает жизнь Симона Серме, школьного учителя, лаициста из южной лангедокской Франции. Гамарра создал также трилогию об истории Тулузы «Тулузские тайны», «Золото и кровь» и «72 солнца» (Les Mystères de Toulouse, L’Or et le Sang и 72 Soleils), много произведений о быте и жизни в Пиренеях.
Пьер Гамарра владеет искусством передавать цвета и атмосферу во всех своих романтических произведениях и создавать напряженное ожидание в произведениях детективного жанра, таких как «Убийце — Гонкуровскую премию» (L’assassin a le Prix Goncourt) и «Капитан Весна» (Capitaine Printemps).
Его поэтические произведения — это «настоящая песнь любви». «Полная изображений, возгласов, пения, смеха и слез, палитра богатая и глубоко человеческая. Поэзия богатая и красочная…, которая приходит, чтобы выражать радость жизни, радость стихов, и где иногда ощущаются глухие и жестокие шипы боли».
В 1973 году на французском телевидении вышел фильм по его роману «Полночные петухи» (Les Coqs de minuit), а в 1984 году студия Лентелефильм выпустила телевизионный спектакль «Убийце — Гонкуровскую премию» по его одноимённому роману.
В 1985 году Общество литераторов (SGDL) присудило ему гран-при за роман «Река Палимпсест» (Le Fleuve palimpseste).

## Издания на русском языке
- Гамарра П. Надежды и муки Испании. — М.: Правда, 1962.